# Lycium infaustum
Lycium infaustum är en potatisväxtart som beskrevs av John Miers. Lycium infaustum ingår i släktet bocktörnen, och familjen potatisväxter. Inga underarter finns listade i Catalogue of Life.